# Порт Шеньчжень
Порт Шеньчжень — збірна назва ряду портів уздовж берегової лінії Шеньчжень, провінція Гуандун, Китай. Ці порти в цілому утворюють один з найбільш завантажених і швидко зростаючих контейнерних портів у світі.
Порт є домом для 40 судноплавних компаній, які запустили близько 130 міжнародних контейнерних маршрутів. Щомісячно в порту Шеньчжень заходить 560 суден, а також 21 фідерний маршрут до інших портів регіону дельти річки Сіцзян. Пасажирський термінал Шекоу забезпечує швидкі поромні перевезення через дельту річки Сіцзян до Гонконгу, Макао та Чжухай.

## Географія
Порт Шеньчжень розкинувся вздовж 260-кілометрового узбережжя міста Шеньчжень. Він розділений Новими територіями та півостровом Коулун у Гонконгу на дві області: східний порт і західний порт.
Західний порт порту Шеньчжень розташований на схід від Ліндіньяна в гирлі річки Чжуцзян і складається з глибоководної гавані з безпечними природними укриттями. Це приблизно 37,04 км від Гонконгу на південь і 111,12 км від Гуанчжоу на північ. В результаті західна портова зона пов'язана з районом Перлинної річки, який включає міста та округи вздовж річки. Західний порт також пов'язаний з водним шляхом On See Dun, що дозволяє торгівлі досягати всіх шляхів до інших портів.
Східна портова зона розташована на північ від затоки Дапенг, де гавань широка і спокійна і вважається найкращою природною гаванню в Південному Китаї.
Другий за величиною китайський порт є частиною морського шовкового шляху 21-го століття, який проходить від китайського узбережжя на південь до краю Індії через Суецький канал до Середземного моря, звідти до регіону Верхньої Адріатики до північного італійського центру Трієста з його залізницею, сполучення з Центральною Європою та Північним морем.

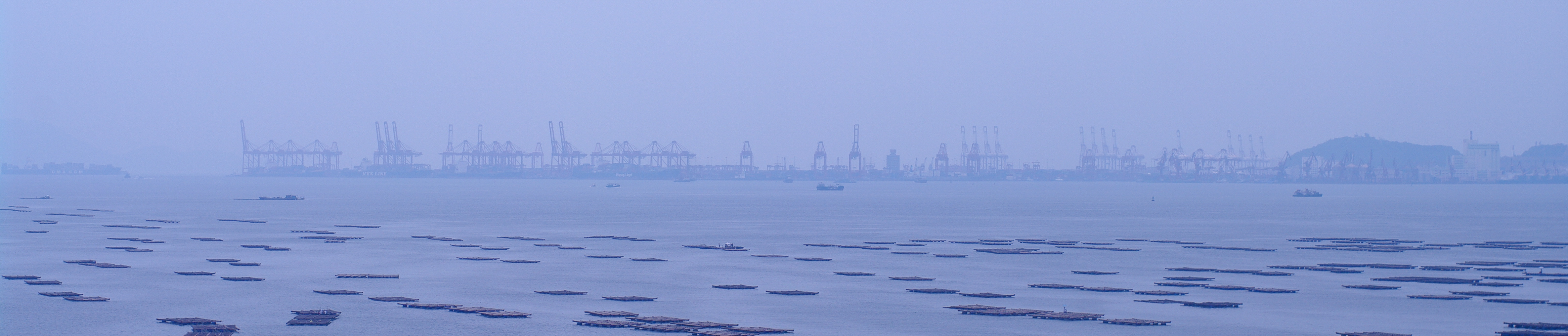
Порт Шеньчжень з видом на затоку Шеньчжень

## Інфраструктура порту
Порт Шеньчжень складається з об'єктів у таких районах: затока Да Чан, Шекоу, Чивань, Маван, Яньтянь, Дунцзяотоу, Фуйонг, Сядун, Шаючон і Нейхе.
Всього в ньому 140 спальних місць. Розбивка діяльності причалу є
51 причал для суден дедвейтом 10 000 тонн (DWT) і вище.
90 експлуатаційних причалів, з яких 43 мають дедвейт 10 000 тонн і вище, 18 контейнерних причалів, 9 причалів для вантажоодержувачів, серед яких 3 є дедвейтом 10 000 DWT і вище, 18 пасажирських поромних причалів і 23 невиробничих причалів.